# Karl Girardet

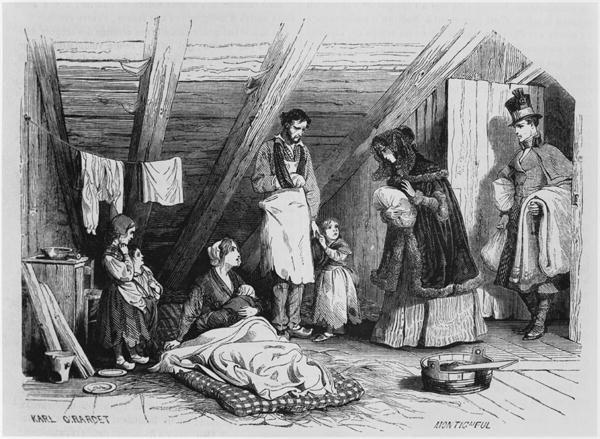
Eine Spende für die Armen (1844)

Karl Girardet (* 3. Mai 1813 in Le Locle; † 24. April 1871 in Versailles) war ein aus der Schweiz stammender Maler, der in Paris tätig war.

## Leben
Karl Girardet war der Sohn des Kupferstechers Abraham Girardet, der sich 1822 in Paris ansiedelte, wo Karl auch aufwuchs. Er war dort ein Schüler von Léon Cogniet. Er machte grosse Reisen in der Schweiz, in Deutschland, Italien, Spanien, Algerien, Ägypten und in der Türkei, von welchen er Landschaften und Genrebilder heimbrachte. Teilweise verliess er die Landschaftsmalerei und schuf eigentliche Geschichtsbilder, wie das in Le Locle befindliche Gemälde „Protestanten, während ihrer Andacht von katholischen Soldaten und Mönchen überfallen“ von 1842 zeigt. Girardet war auch als Buch-Illustrator tätig, wie die von ihm illustrierten Ausgaben des Ariost und der Histoire du Consulat et de l'Empire bezeugen.